# Hermann von Gilm zu Rosenegg

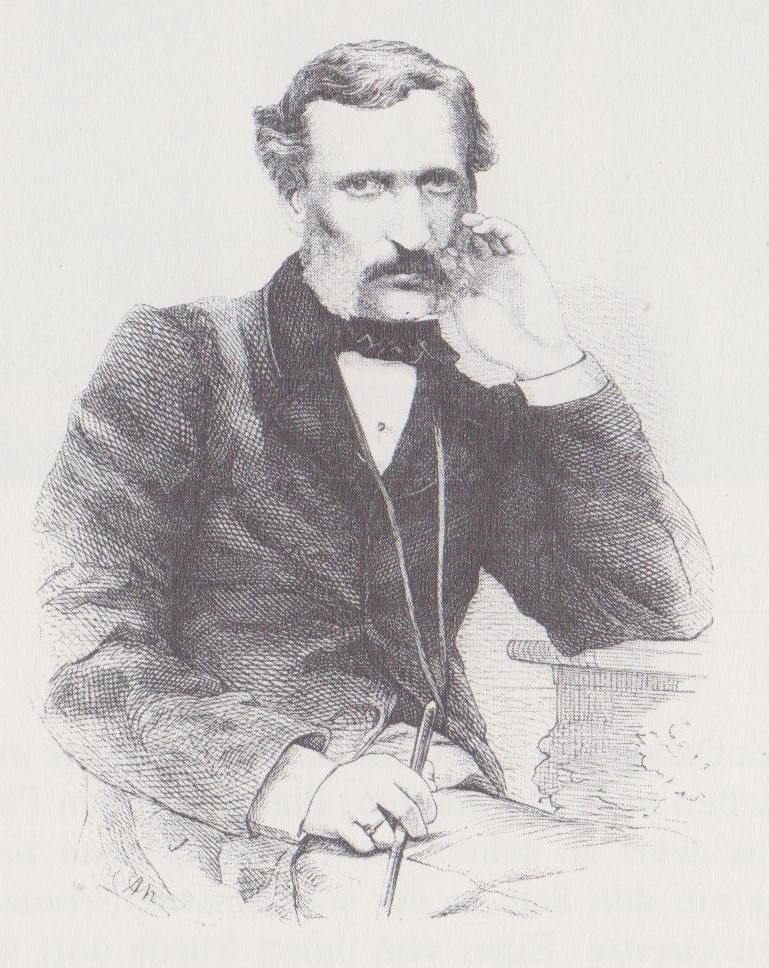
Hermann von Gilm zu Rosenegg.

Hermann von Gilm zu Rosenegg, född den 1 november 1812 i Innsbruck, död den 31 maj 1864 i Linz, var en österrikisk skald.
Gilm zu Rosenegg trädde 1834 i statens tjänst och erhöll 1847 anställning i hovkansliet i Wien samt blev 1854 ståthållarsekreterare i Linz. Gilm zu Roseneggs Gedichte utkom samlade först efter hans död (2 band, 1864–65; ny upplaga 1894 och 1902) och i urval 1889. Han skrev naturlyrik och frihetsdikter (Jesuitenlieder) med starkt utpräglad tyrolsk partikularism och hembygdskänsla. Han levnadstecknades av Hugo Greinz (1897) och behandlas även i dennes broder Rudolfs "Liederfrühling aus Tirol" (1889).